# 興安総省
興安総省（こうあん-そうしょう）は満洲国にかつて存在した省。中国東北部の北西に位置する。前身は1932年（大同元年）3月9日に設置された興安省であり、この項目では興安省及びその後の一時期の期間設置された興安四省も併せて解説する。

## 沿革
1932年（大同元年）3月9日、『興安省分設三分省之件』の規定に基づき、満洲国統治地区であった内蒙古盟旗地区に興安省および興安東分省、興安南分省、興安北分省の3分省が設置された。他省とことなり興安省には省公署が設置されず、満洲国国務院興安局により行政管理が行われた。同年4月5日、国務院は興安三分省の分省公署の駐在地を、6月27日に各分省の管轄区域を、8月1日に各分省省長及び各旗旗長を任命、8月3日に興安局を興安総署に改編した。
1933年（大同2年）、熱河省昭烏達盟（ジョーオダ盟）の西拉木倫河（シラムレン川）の北に興安分西省が設置されることが決定し、7月12日に行政区域を定める公報が公布されている。
1934年（康徳元年）12月1日、興安総署が廃止となり、その管轄下の分省が省に昇格したが、1944年（康徳10年）10月1日に興安四省が合併し興安総省が設置され、省公署が興安街（現在のウランホト市）に設置され、その下部に興安北省（公署:海拉爾、6旗2市を管轄、興北地区とも）、興東地区（行署:扎蘭屯、4旗を管轄）、興中地区（総省公署直轄、6旗1県を管轄）、興南地区（行署:開魯、5旗2県を管轄）、興西地区（行署:林西、4旗1県を管轄）を設置し、25旗4県2市を管轄するようになった。
1945年8月のソ連対日参戦による満洲国崩壊に乗じ、省長だったボヤンマンダフが東モンゴル自治政府に改組する。

## 興東地区
1932年（大同元年）3月6日、興安東分省の設置が決定、同月29日にエレチュン（額勒春）が分省長に就任、5月1日に分省公署が布西（現在のモリンダワ・ダウール族自治旗尼爾基鎮）に設置される予定であったが治安問題等により黒竜江省城（現在のチチハル市）に暫定公署が設置され政務を開始した。その後交通の要衝であった扎蘭屯（現在のジャラントン市）に公署が設置されることになり、1933年（大同2年）1月12日に設置され、23日より政務開始となった。
1932年（大同元年）12月、黒竜江省より雅魯県、布西県、索倫県が移管された。翌年5月10日には行政区域の再定義が行われている。1933年（大同2年）5月に那文旗が廃止されている。
1934年（康徳元年）12月1日、興安総署の廃止に伴い興安東省に改編、1941年（康徳8年）に喜扎嘎爾旗が興安南省に移管されている。1943年（康徳10年）10月1日、興安総省の設置に伴い興東地区行署に改編された。

### 行政区画
満洲国崩壊直前の下部行政区画は下記の通り
- 布特哈旗
- 阿栄旗
- 莫力達瓦旗
- 巴彦旗

## 興中地区
1944年（康徳10年）に設置され、興安総省公署の直轄とされ6旗1県を管轄した。

### 行政区画
満洲国崩壊直前の下部行政区画は下記の通り
- 扎魯特旗
- 科爾沁右翼中旗
- 科爾沁右翼前旗
- 科爾沁右翼後旗
- 扎賚特旗
- 喜扎嘎爾旗
- 醴泉県

## 興南地区
1932年（大同元年）3月9日、『興安省分設三分省之件』に依拠し興安南分省が設置され、分省公署が達爾漢王府（現在のホルチン左翼中旗保康鎮南西部）に、臨時弁処が奉天省遼源県に設置され6月1日より政務を開始、下部に科爾沁左翼前旗、科爾沁左翼中旗、科爾沁左翼後旗、科爾沁右翼前旗、科爾沁右翼中旗、科爾沁右翼後旗、扎賚特旗の7旗を管轄した。
1934年（康徳元年）12月1日、興安南省に改編されると管轄行政区は庫倫旗、科爾沁左翼前旗、科爾沁左翼中旗、科爾沁左翼後旗、科爾沁右翼前旗、科爾沁右翼中旗、科爾沁右翼後旗、扎賚特旗、通遼県を管轄した。1935年（康徳2年）9月1日、分省公署を開魯に移転、1944年（康徳10年）10月1日に興安総省に変夕され、総省の出先機関である興南地区行署が設置され5旗2県を管轄した。

### 行政区画
満洲国崩壊直前の行政区画は下記の通り
- 科爾沁左翼前旗
- 科爾沁左翼中旗
- 科爾沁左翼後旗
- 庫倫旗
- 奈曼旗
- 通遼県
- 開魯県

## 興北地区
1932年（大同元年）3月9日、『興安省分設三分省之件』に依拠し興安北分省が設置され、分省公署が海拉爾（現在のフルンボイル市ハイラル区）に設置され、下部に索倫左翼旗、索倫右翼旗、新巴爾虎左翼旗、新巴爾虎右翼旗、陳巴爾虎旗、額魯特旗、布里亜特旗、鄂倫春旗。1934年（康徳元年）12月1日、興安北省に改編されると管轄行政区は索倫旗、新巴爾虎左翼旗、新巴爾虎右翼旗、陳巴爾虎旗、額爾古納左翼旗、額爾古納右翼旗とされた。
1936年（康徳3年）1月1日、北満特別区が廃止されると満洲里市及び海拉爾郷が編入された。1944年（康徳10年）10月1日に興安総省に編入され、総省の出先機関である興北地区行署が設置され6旗2県を管轄した。

### 行政区画
- 索倫旗
- 新巴爾虎左翼旗
- 新巴爾虎右翼旗
- 陳巴爾虎旗
- 額爾古納左翼旗
- 額爾古納右翼旗
- 海拉爾市
- 満洲里市

## 興西地区
1933年（大同2年）5月10日、西拉木倫河（シラムレン川）の北の地区に興西分省を設置、分省公署を林西に設置、下部に扎魯特左翼旗、扎魯特右翼旗、阿魯科爾沁旗、巴林左翼旗、巴林右翼旗、克什克騰旗、開魯県、林西県を管轄した。1934年（康徳元年）12月1日、興安総署の廃止に伴い興安西省に昇格、扎魯特左翼旗、扎魯特右翼旗、阿魯科爾沁旗、巴林左翼旗、巴林右翼旗、克什克騰旗、翁牛特左旗、奈曼旗、開魯県、林西県を管轄した。1937年（康徳4年）に翁牛特左旗は熱河省に移管され、1944年（康徳10年）10月に興安四省が興安総省に統合された際に興西地区に改編され、4旗1県を管轄した。

### 行政区画
満洲国崩壊直前の行政区画は下記の通り
- 阿魯科爾沁旗
- 巴林左翼旗
- 巴林右翼旗
- 克什克騰旗
- 林西県

## 歴代省長
特記なき場合『世界諸国の制度・組織・人事 : 1840-2000』による。
興安総省
- 博彦満都：1943年10月1日 - （終戦）